# جناح كبير للعظم الوتدي

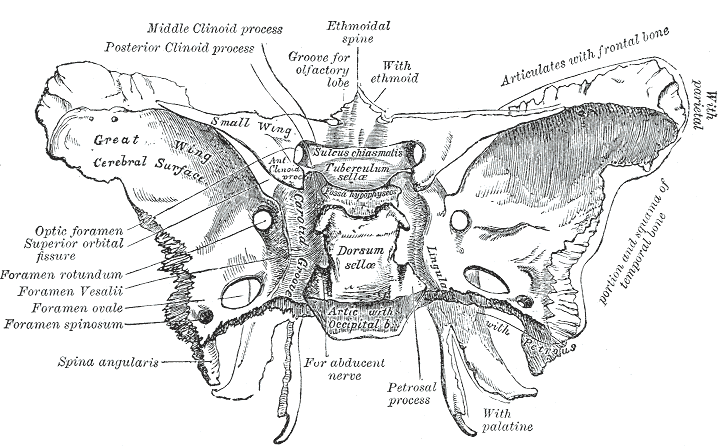
الجناح الكبير

الجناح الكبير للعظم الوتدي (بالإنجليزية: Greater wing of sphenoid bone)‏ هو بروز عظمي من جسم العظم الوتدي، يمتد بشكل منحني للأعلى والوحشي والخلف. هناك جناحان في كل جانب. يساهم الجناح الكبير مع الجناح الصغير للعظم الوتدي بتشكل الشق العلوي للحجاج.
يحتوي الجناح الكبير بشكل رئيسي على ثلاث ثقب، هم بالترتيب من الأمام إلى الخلف:
1. الثقبة المدورة [الإنجليزية]
2. الثقبة البيضية (جمجمة)
3. الثقبة الشوكية